# لنرد اسکینرد
لینِرْدْ اسکینِرْدْ یا لِنِرْدْ اسکینِرْدْ (به انگلیسی: Lynyrd Skynyrd) یک گروه موسیقی راک آمریکایی است که در سال ۱۹۶۴ در جکسون‌ویل فلوریدا بنیان گذاشته شد.
وبگاه آل‌میوزیک از آن‌ها به‌عنوان یکی از گروه‌های تعیین‌کنندهٔ سبک ساثرن راک یاد کرده‌است. موسیقی لینرد اسکینرد بر خلاف آلمَن برادرز (دیگر گروه معروف ساثرن راک هم‌دوره‌شان)، بر بداهه‌نوازی‌های جَزگونه تکیه نداشت و بیشتر بر ریشه‌های سبکی بلوز، راک و کانتری استوار بود.
اعضای لنرد اسکینرد در سال ۲۰۰۶ به تالار مشاهیر راک اند رول راه یافتند.

## تاریخچه

### سال‌های آغازین
لنرد اسکینرد در آغاز با نام «مای بک‌یارد» فعالیتش را آغاز کرد. رانی وَن زَنت (خواننده-ترانه‌سرا) به همراه باب بارنز (درامز)، گری راسینگتن (گیتار)، آلن کالینز (گیتار) و لری جانستورم (باس) اعضای بنیان‌گذار گروه بودند. آن‌ها پس از مدتی نام‌شان را به نوبل فایو تغییر دادند. در این دوره تغییراتی در ترکیب گروه اتفاق افتاد از جمله لئون ویلکسون جایگزین لَری جانستورم شد و بیلی پاول به‌عنوان نوازندهٔ کیبورد به گروه پیوست. پس از مدتی فعالیت و انتخاب چند نام مختلف، نام «لینرد اسکینرد» را برگزیدند. اعضای لینرد اسکینرد که در زمان شکل‌گیری گروه، نوجوان بودند (در زمان تشکیل «مای بک‌یارد» جوانترین آن‌ها ۱۳ ساله بود) عنوان لینرد اسکینرد را با تغییر نام یکی از معلم‌های‌شان به‌نام لئونارد اسکینِر برای گروه برگزیدند. لئونارد اسکینر معلم ورزش آن‌ها در مدرسه بود که یک‌بار به دلیل بلند بودن موهای‌شان-به‌اندازه‌ای بلند که تا یقه‌شان می‌رسید-آن‌ها را از کلاس ورزش اخراج کرده بود و نزد ناظم مدرسه فرستاده بود.

### سال‌های اوج
گروه در سال‌های آغازین فعالیت‌شان موفقیت قابل توجهی کسب نکردند تا این‌که اَل کوپر-هنرمند و تهیه‌کنندهٔ موسیقی-اجرای آن‌ها را در کلوپی در آتلانتا دید و برای ضبط اولین آلبوم‌شان قراردادی با اِم‌سی‌اِی رکوردز منعقد کرد. بالاخره در تابستان ۱۹۷۳ اولین آلبوم استودیویی گروه، با نام لِ-نِرد اسکین-نِرد تلفظ می‌شود با برچسب اِم‌سی‌اِی روانهٔ بازار شد. در زمان ضبط این آلبوم اد کینگ (گیتاریست پیشین گروه سایکدلیک استرابری آلارم کلاک) به اعضای لینرد اسکینرد پیوسته بود. اعضای لینرد اسکینرد پس از آن‌که در افتتاحیهٔ چندین تور استرابری آلارم کلاک شرکت کردند به کینگ پیشنهاد دادند تا به‌عنوان سومین لید گیتاریست گروه به آن‌ها ملحق شود. قطعهٔ «پرندهٔ آزاد» از آن آلبوم که به‌یاد عضو درگذشتهٔ آلمن برادرز، دوین آلمن سروده شده‌بود با موفقیت فراوانی روبرو شد به شکلی که در همان‌سال به‌عنوان آهنگ افتتاحیهٔ تور کوادروفِنیای گروه دِ هو اجرا شد.
دومین آلبوم استودیویی لینرد اسکینرد که در سال ۱۹۷۴ با نام دومین پُرس غذا و با برچسب اِم‌سی‌اِی منتشر شد تبدیل به یک موفقیت بزرگ برای گروه شد. با وجود ترانهٔ «سویت هوم آلاباما» -که در واقع جوابیه‌ای به ترانهٔ «مرد جنوبی» نیل یانگ بود-دومین پُرس غذا تبدیل به ۱۲اُمین آلبوم پُرفروش ایالات متحده شد و چندین گواهینامهٔ پلاتین دریافت کرد.
در پایان همان سال آرتیموس پایل جایگزین باب بارنز شد.
در سال ۱۹۷۵ آلبوم سوم گروه با نام nothing Fancy منتشر شد و اولین آلبوم آن‌ها شد که به جمع ۱۰ آلبوم پرفروش روز ایالات متحده راه می‌یافت. همان سال کینگ گروه را ترک کرد و مدتی بعد استیو گینس جایگزین او شد.
۴اُمین آلبوم استودیویی لینرد اسکینرد به‌نام گلوله‌هایم را پس بده که در سال ۱۹۷۶ منتشر شد مدتی پس از جدایی کینگ و پیش از آمدن گینس ضبط شد و فقط کالینز و راسینگتن گیتارهای آن آلبوم را اجرا کردند. این آلبوم نتوانست موفقیت ۲ آلبوم قبلی را تکرار کند و پس از این ناکامی گروه آلبوم اجرای زندهٔ یکی دیگر از جاده را روانهٔ بازار کردند که دومین آلبوم آن‌ها شد که به جمع ۱۰ آلبوم پُرفروش ایالات متحده راه می‌یافت. یکی دیگر از جاده اولین آلبومی بود که گینس در آن حضور داشت و علاوه بر او ۳ خوانندهٔ هم‌آوای زن نیز به جمع اعضای گروه اضافه شده‌بودند.

### حادثهٔ سقوط هواپیما و از هم فروپاشی
پنجمین آلبوم استودیویی گروه با نام بازماندگان خیابانی در ۱۷ اکتبر ۱۹۷۷ منتشر شد. ۳ روز بعد از انتشار این آلبوم هواپیمای حامل اعضای گروه در مسیر گرینویل به باتون‌روژ، حوالی گیلزبرگ در ایالت میسیسیپی سقوط کرد. در این سانحه رانی وَن زَنت، استیو گینس و کَسی گینس کشته و بقیهٔ اعضای گروه مجروح شدند. در گزارش انجمن ملی ایمنی حمل و نقل ایالات متحده، علت این حادثه «کمبود سوخت و از کار افتادن موتورهای هواپیما به علت بی‌توجهی خدمه» عنوان شده‌است. در پی این اتفاق طرح جلد آلبوم بازماندگان خیابانی که اعضای گروه را در میان شعله‌های آتش‌نشان می‌داد عوض شد و تصویر دیگری که آن‌ها را در زمینهٔ سیاه‌رنگ نشان می‌داد جایگزین طرح قبلی شد. سانحهٔ سقوط هواپیما باعث شد بازماندگان خیابانی تبدیل به یکی از پرفروش‌ترین آثار گروه تا به آن روز شود.
یک سال بعد آلبومی از اولین آثار ضبط شدهٔ گروه منتشر شد و چون به‌نظر می‌رسید پس از اتفاق‌هایی که رخ داده لنرد اسکینرد به پایان کارش رسیده‌است عنوان اولین‌های اسکینرد و... آخرین برای آن آلبوم انتخاب شد.

### شکل‌گیری مجدد
در سال‌های پایانی دههٔ ۱۹۷۰ و آغازین دههٔ ۱۹۸۰ میلادی اعضای بازماندهٔ لنرد اسکینرد گروه‌های دیگری تشکیل دادند. راسینگتن و کالینز در سال ۱۹۷۹ گروهی به‌نام د راسینگتن کالینز بند تشکیل دادند. در آن گروه به‌غیر از آن‌ها ویلکسون و پاول نیز عضویت داشتند. د راسینگتن کالینز بند عمر کوتاهی داشت و در سال ۱۹۸۲ فرو پاشید. آن‌ها طی دوران فعالیت کوتاه‌شان ۲ آلبوم استودیویی منتشر کردند.
آرتیموس پایل هم ۲ سال پس از آن‌ها گروه خودش با نام اِی. پی. بی (مخفف آرتیموس پایل بند) را تشکیل داد.
در سال ۱۹۸۶ کالینز-که در حالت مستی مشغول راندن اتومبیل بود-در یک سانحهٔ رانندگی به شدت مجروح شد و دوست دخترش هم که همراه او بود کشته شد. بر اثر آن اتفاق کالینز از کمر به پایین فلج شد و توانایی بالاتنه‌اش را هم تا حدودی از دست داد، به شکلی که دیگر هرگز نتوانست گیتار بنوازد. او سرانجام در ۲۳ ژانویهٔ ۱۹۹۰ بر اثر بیماری سینه‌پهلو-که از عوارض فلج اندامش بود-درگذشت.
در سال ۱۹۸۷ راسینگتن، پاول، کینگ و ویلکسون به‌همراه جانی وَن زَنت (برادر کوچک‌تر رانی ون زنت) و یک گیتاریست جدید به‌نام رَندال هال دوباره لنرد اسکینرد را تشکیل دادند. آن‌ها در همان‌سال برگزاری یک مجموعه تور را آغاز کردند و در سال ۱۹۸۸ آلبوم اجرای زندهٔ جنوبی به فضل پروردگار را به یاد اعضای درگذشتهٔ لنرد اسکینرد منتشر کردند. گروه در سال ۱۹۹۱ ۶اُمین آلبوم استودیویی‌شان با نام لینرد اسکینرد ۱۹۹۱ را روانهٔ بازار کردند و بقیهٔ سال‌های دههٔ ۹۰ میلادی را به برگزاری تورهای موسیقی و انتشار چند آلبوم دیگر گذراندند.

## آلبوم‌های استودیویی
| نام آلبوم                              | سال انتشار |
| -------------------------------------- | ---------- |
| ۱. (Pronounced 'Lĕh-'nérd 'Skin-'nérd) | ۱۹۷۳       |
| ۲. Second Helping                      | ۱۹۷۴       |
| ۳. Nuthin' Fancy                       | ۱۹۷۵       |
| ۴. Gimme Back My Bullets               | ۱۹۷۶       |
| ۵. Street Survivors                    | ۱۹۷۷       |
| ۶. Lynyrd Skynyrd 1991                 | ۱۹۹۱       |
| ۷. The Last Rebel                      | ۱۹۹۳       |
| ۸. Endangered Species                  | ۱۹۹۴       |
| ۹. Twenty                              | ۱۹۹۷       |
| ۱۰. Edge of Forever                    | ۱۹۹۹       |
| ۱۱. Vicious Cycle                      | ۲۰۰۳       |
| ۱۲. God & Guns                         | ۲۰۰۹       |

## پی‌نوشت
1. ↑  My Backyard
2. ↑  Noble Five
3. ↑  Leonard Skinner
4. ↑  Pronounced Leh-Nerd Skin-Nerd
5. ↑  Free Bird
6. ↑  Second Helping
7. ↑  Southern Man
8. ↑  Gimme Back My Bullets
9. ↑  One More from the Road
10. ↑  Street Survivors
11. ↑  خواهر کوچک‌تر استیو گینس که یکی از ۳ خوانندهٔ زن گروه بود و مدتی پیش از برادرش به لینرد اسکینرد پیوسته بود.
12. ↑  Skynyrd's First And...Last
13. ↑  Southern by the Grace of God
14. ↑  Lynyrd Skynyrd 1991